# Festival Internacional de Cine de Cannes de 1967
La 20.ª edición del Festival Internacional de Cine de Cannes se desarrolló entre el 27 de abril al 12 de mayo de 1967. La Palma de Oro fue otorgada a Blow Up de Michelangelo Antonioni. La Grand Prix du Festival International du Film fue otorgada a If.... de Lindsay Anderson. El festival se abrió con J'ai tué Raspoutine, de Robert Hossein y se cerró con Batouk, de Jean Jacques Manigot.

## Jurado

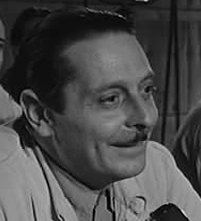
Alessandro Blasseti, presidente del jurado

Las siguientes personas fueron nominadas para formar parte del jurado de la competición principal en la edición de 1967:
- Alessandro Blasetti (Italia) Presidente
- Georges Lourau (França) Vicepresidente
- Serguéi Bondarchuk (URSS)
- René Bonnell (Francia)
- Jean-Louis Bory (Francia) (crítico)
- Miklós Jancsó (Hungary)
- Claude Lelouch (Francia)
- Shirley MacLaine (USA)
- Vincente Minnelli (USA)
- Georges Neveux (Francia)
- Gian Luigi Rondi (Italia)
- Ousmane Sembène (Senegal)

Cortometrajes
- Mark Turfkhuyer (Bèlgica) (periodista) Presidente
- Tahar Cheriaa (Túnez)
- André Coutant (Francia) (técnico)
- Zdravka Koleva (Bulgaria)
- Jean Schmidt (Francia)

## Selección oficial
Las siguientes películas compitieron por la Palma de Oro:

### En competición – películas
- Accident de Joseph Losey
- Blow Up de Michelangelo Antonioni
- Mord und Totschlag de Volker Schlöndorff
- Elvira Madigan de Bo Widerberg
- Terra em transe de Glauber Rocha
- Den røde kappe de Gabriel Axel
- Hotel pro cizince de Antonín Máša
- Skupljači perja de Aleksandar Petrović
- L'immorale de Pietro Germi
- Katerina Izmailova de Mikhail Shapiro
- Jeu de massacre de Alain Jessua
- Último encuentro de Antxon Ezeiza
- Mon amour, mon amour de Nadine Trintignant
- Incompreso de Luigi Comencini
- La chica del lunes de Leopoldo Torre Nilsson
- Mouchette de Robert Bresson
- Pedro Páramo de Carlos Velo
- Tízezer nap de Ferenc Kósa
- Shlosha Yamim Veyeled de Uri Zohar
- Ulysses de Joseph Strick
- L'Inconnu de Shandigor de Jean-Louis Roy
- A ciascuno il suo de Elio Petri
- Rih al awras de Mohammed Lakhdar-Hamina
- You're a Big Boy Now de Francis Ford Coppola

## Películas fuera de competición
- Batouk de Jean Jacques Manigot
- Ostre sledované vlaky de Jiří Menzel
- Le Conquérent de l'inutile (A la mémoire de Lionel Terray) de Marcel Ichac
- J'ai tué Raspoutine de Robert Hossein
- Privilege de Peter Watkins
- Restauration du Grand Trianon de Pierre Zimmer
- Voina i mir de Serguéi Bondarchuk

### Cortometrajes en competición
Los siguientes cortometrajes competían para la Palma de Oro al mejor cortometraje:
- Crunch-crunch de Carlos Marchiori
- Dada de Greta Deses
- L'Emploi du temps de Bernard Lemoine
- Gloire à Félix Tournachon de André Martin
- Herb Alpert and the Tijuana Brass Double Feature de John Hubley
- Insitne umenie de Vlado Kubenko
- Jedan plus jedan jeste tri de Branko Ranitovic
- Larghetto de Waclaw Kondek
- Napló de György Kovásznai
- Opus de Don Levy
- Remedios Varo de Jomí García Ascot
- Sky Over Holland de John Fernhout
- La Tana de Luigi Di Gianni
- Toys de Grant Munro
- Versailles d'Albert Lamorisse
- Die Widerrechtliche Ausübung der Astronomie de Peter Schamoni

## Secciones paralelas

### Semana Internacional de la Crítica
Las siguientes películas fueron elegidas para ser proyectadas en la Semana de la Crítica (6º Semaine de la Critique):
- Kane de Yukio Aoshima (Japón)
- L'Horizon de Jacques Rouffio (Francia)
- Jozsef Katis de Wim Verstappen (Países Bajos)
- Ljubavni slučaj ili tragedija službenice P.T.T. de Dusan Makavejev (Yugoslavia)
- The Times That Are (Le Règne du jour) de Pierre Perrault (Canadá)
- Rondo de Zvonimir Berkovic (Yugoslavia)
- Trio de Gianfranco Mingozzi (Italia)
- Ukamau de Jorge Sanjinés Aramayo (Bolivia)
- Warrendale de Alan King (Canadà)

## Palmarés

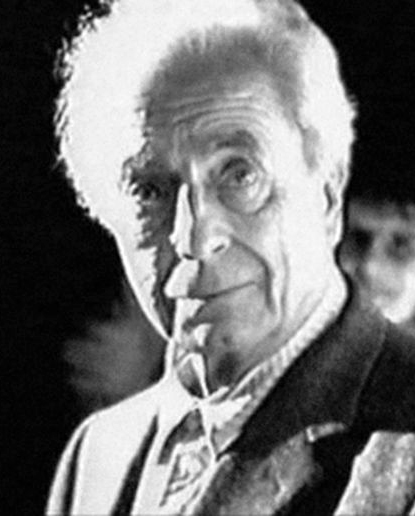
Michelangelo Antonioni, ganador del Grand Prix

Los galardonados en las secciones oficiales de 1967 fueron:
- Grand Prix du Festival International du Film: Blow Up de Michelangelo Antonioni
- Gran Premio del Jurado: 
  - Accident de Joseph Losey
  - Skupljači perja de Aleksandar Petrović
- Mejor director: Ferenc Kósa por Tízezer nap
- Premio a la interpretación masculina: Oded Kotler por Shlosha Yamim Veyeled
- Premio a la interpretación femenina: Pia Degermark por Elvira Madigan
- Mejor guion:
  - Elio Petri por A ciascuno il suo
  - Alain Jessua por Jeu de massacre
- Premio especial del Jurado: Ukamau de Jorge Sanjines
- Mejor primer trabajo: Rih al awras de Mohammed Lakhdar-Hamina
- Palma de Oro al mejor cortometraje: Sky Over Holland de John Fernhout
- Mención especial (o Premio del Jurado): Gloire à Félix Tournachon de André Martin y Jedan plus jedan jeste tri de Branko Ranitovic-

### Premios independentes
- Premios FIPRESCI[10]ː 
  - Skupljači perja de Aleksandar Petrović
  - Terra en transe de Glauber Rocha

Commission Supérieure Technique
- Gran Premio Técnico: Sky Over Holland de John Fernhout
- Gran premio técnico - Mención Especial: Versailles de Albert Lamorisse

Premio OCIC
- Mouchette de Robert Bresson

## Ceremonias
- Datos: Q897307